# Nhóm ngôn ngữ Nicobar
Nhóm ngôn ngữ Nicobar là một nhánh ngôn ngữ Nam Á có mặt trên quần đảo Nicobar, và là tiếng nói của đa phần cư dân tại đây. Nhóm ngôn ngữ này có hơn 30.000 người nói, đa phần trong số đó nói tiếng Car.
Các ngôn ngữ Nicobar có vẻ có liên quan đến tiếng Shompen của những cư dân vùng trung tâm đảo Great Nicobar (Blench & Sidwell 2011). Paul Sidwell (2017) xem tiếng Shompen là một ngôn ngữ Nicobar Nam chứ không phải một nhánh riêng.
Những nét giống nhau về hình thái học giữa các ngôn ngữ Nicobar và các ngôn ngữ Nam Đảo đã được đưa ra để ủng hộ giả thuyết Austric (Reid 1994).

## Ngôn ngữ
Xuôi từ bắc xuống nam, các ngôn ngữ Nicobar là:
- Car
- Chaura–Teressa: Chaura (Sanenya), Teressa (phương ngữ Bompoka)
- Nicobar Trung: Nancowry, Camorta, Katchal
- Nicobar Nam hay 'Sambelong'

## Phân bố
Paul Sidwell (2017) phân loại Nhóm ngôn ngữ Nicobar như sau.
- Nicobar
  - Car
  - Chaura–Teressa
    - Teressa, Chaura

  - Trung-Nam
    - Trung: Nancowry/Müot, Camorta, Trinkat, Katchall
    - Nam: Great Nicobar, Little Nicobar, Shompen